# Distretto di El Ma Labiodh
Il distretto di El Ma Labiodh è un distretto della provincia di Tébessa, in Algeria, con capoluogo El Ma Labiodh.